# 新創世記ラグナセンティ
『新創世記ラグナセンティ』は、セガから発売されたゲームソフト。ジャンルはアクションRPG。メガドライブ用ゲームソフトとして1994年に発売された。
「メガロープレプロジェクト」第1弾で、セガオリジナルのアクションRPG。基本は剣を振って敵を攻撃するタイプだが、パズルに近いミニゲームの仕掛けも多い。それぞれ特殊な能力を持った15種類の動物たちを仲間にできるシステムとなっている。動物達の力を借り、謎を解き明かしていく『ゼルダの伝説』タイプのアクションRPGである。
見下ろし型タイプで自由度の高いマップ構成は、立体感の伝わってくるもので、メガドライブ最高レベルのグラフィックと言われている。

## 登場人物
コロナ
本作の主人公。
ソニック・ザ・ヘッジホッグ
ゲスト出演。
アネモネ海岸のベンチに寝そべっている。
話しかけると答えてくれる。

## スタッフィング
本作のコンポーザーとして『テトリス』のアレンジアルバムに参加した音楽家の篠田元一が起用され、篠田が作った曲を岩垂徳行がゲーム向けに編曲するという手法がとられた。
篠田が制作した曲だけでも30曲以上はあったが、それでも足りなかったため、岩垂が追加で数曲作曲した。
篠田が手掛けたもののうち、「Rafflesia Training Grounds」は1980年代のアイドルを意識して作られた。

## 反響
篠田自身は2017年に行われた「大人のためのゲーム音楽会Vol.3」の中で、ゲームの内容を覚えていないとしながらも、ここ数年は日本国外のファンからSNSなどを通じて問い合わせが寄せられていると話している。同イベントに参加していた岩垂も海外から同様の問い合わせがあったと話しており、特にブラジルとインドネシアが多かったと述べている。

## 移植版
| No. | タイトル                                     | 発売日                      | 対応機種                               | 開発元          | 発売元 | メディア         | 型式              | 備考 |
| --- | -------------------------------------------- | --------------------------- | -------------------------------------- | --------------- | ------ | ---------------- | ----------------- | ---- |
| 1   | 新創世記ラグナセンティ                       | INT 2022年10月27日          | メガドライブ ミニ2 SEGA Genesis Mini 2 | エムツー        | セガ   | プリインストール | HAA-2524 MK-16310 |      |
| 2   | セガ メガドライブ for Nintendo Switch Online | 2023年6月28日 2023年6月27日 | Nintendo Switch                        | 任天堂 エムツー | 任天堂 | ダウンロード     | -                 |      |